# Externsteine

Externsteine, 2015, vy från sydväst

Externsteine är en upp till 40 meter hög formation av sandstensklippor i bergstrakten Teutoburgerskogen i Tyskland. Den ligger utanför staden Horn-Bad Meinberg i distriktet Lippe i förbundsladet Nordrhein-Westfalen.
Sandstenen bildades under äldre krita och den ändrade läget för cirka 70 miljoner år sedan när omkringliggande bergstrakter tillkom. Klipporna och omkringliggande skogar är ett naturskyddsområde.
På en klippa finns en relief av oklar ursprung som skapades omkring 1150. Den föreställer korsnedtagningen med den livlöse Jesus, Jungfru Maria, aposteln Johannes, Nikodemos och Josef från Arimataia. I en detalj syns två personer (kanske Adam och Eva) som hölls fast av ett odjur. I flera klippor finns konstgjorda grottor. Enligt en teori som uppkom under 1500-talet var klipporna under hedendomen en plats för ceremonier som omvandlades till en minnesplats för kristendomen. Externsteine kan även vara en kopia av grottan under heliga gravens kyrka i Jerusalem som skapades under senare Medeltiden.
Externsteine är även ett Natura 2000 område med ängar, ett vattendrag och omkringliggande skogar med granar och lövträd. Här registrerades sällsynta djur som större vattensalamander, läderbagge, gråspett, mellanspett och spillkråka.